# José Ramon Sanchez
José Ramon Sanchez (ou José Sanchez) né le 5 octobre 1938 à Maracaibo (État de Zulia, Venezuela) est un peintre et dessinateur vénézuélien.

## Biographie
Issu d'un milieu modeste, l'enfance de José Sanchez est marquée par les séances de cinéma muet accompagnées d'un pianiste qui se tenaient sur la Plaza Cambuleto. 
Dans les années 1950, il s’exerce au dessin et intègre la Cristobal Rojas School of Visual Arts (Caracas).
En 1961, il part pour Paris et suit des cours aux Beaux Arts en tant qu'étudiant étranger, puis va travailler aux Pays-Bas.
En 1965, il retourne au Venezuela mais revient à Paris au début de l'année 1968, contacté par Jean-Louis Bédouin, membre du Groupe surréaliste qui présente ses dessins dans le n°6 de la revue "L'Archibras".
En 1970, Jean-Michel Goutier lui propose d'illustrer pour "Les Cahiers noirs du Soleil" le Petit livre peau-rouge de Marcel Kahn.
Après un séjour au Mexique puis à San Francisco, il loue un atelier à New York de 1984 à 1990 où quelques galeries l'exposent régulièrement.
Il vit et travaille depuis 1994 au Venezuela.

## Son univers
Au début des années 1970, "l'univers de Sanchez est envahi de personnages, sorti d'un codex ou des célèbres ruines de Copán  [...] qui copulent avec des héros de bandes dessinées américaines". 
Plus récemment, il expose de larges tapisseries réalisées à la machine à coudre.